# Justitiekonselj
Justitiekonselj var före 1909 i Sverige en särskild typ av konselj stadgad för ministeriella mål och justitieärenden. I de senares handläggning skulle enligt den ursprungliga lydelsen av regeringsformen (26:e paragrafen) delta justitiestatsministern, minst två statsråd, två justitieråd och justitiekanslern, och detta stadgande undergick genom departementalstyrelsens införande ej annan väsentlig ändring, än att justitiekanslerns deltagande bortföll. Var de deltagande statsråden endast två, kallades ett sådant statsråd lilla justitiekonseljen; var alla statsrådets medlemmar närvarande, vilket fordrades, då justitieärendet rörde lagändring, benämndes det stora justitiekonseljen.
Justitieärendena undergick en förberedande behandling i Högsta domstolen, och till följd härav medverkade Nedre justitierevisionens tjänstemän vid deras beredning och föredragning. Genom en grundlagsändring 1909 avskaffades båda justitiekonseljerna, och justitieärendena behandlades senare som andra regeringsärenden i departementen och i statsråd utan deltagande av justitieråd, blott med den skillnaden, att i vissa fall förberedande yttrande skall avges av Lagrådet, Regeringsrätten eller Högsta domstolen (av den sistnämnda blott rörande ansökningar om nåd i brottmål – därför de enda statsrådsärenden, med vilka Nedre justitierevisionen efter denna förändring tog befattning).